# البحث المؤسسي
البحث المؤسسي هو فئة واسعة من العمل المنجز في المدارس والكليات والجامعات لإبلاغ عملية صنع القرار والتخطيط في الحرم الجامعي في مجالات مثل القبول، والمعونة المالية، وتقييم المناهج الدراسية، وإدارة التسجيل، والتوظيف، والحياة الطلابية، والتمويل، والمرافق، وألعاب القوى، وعلاقات الخريجين. 
يقوم الباحثون المؤسسيون بجمع وتحليل وإبلاغ وتخزين البيانات الكمية والنوعية عن طلاب مؤسستهم وأعضاء هيئة التدريس والموظفين والمناهج وعروض الدورات ونتائج التعلم. يشاركون في جمع المعلومات والإبلاغ عنها للهيئات الحكومية (على سبيل المثال، في الولايات المتحدة، نظام بيانات التعليم ما بعد الثانوي المتكامل التابع لوزارة التعليم الأمريكية)، للجمهور (على سبيل المثال، مجموعة البيانات المشتركة، والرابطة الوطنية للكليات المستقلة والجامعات. شبكة المساءلة بين الجامعات والكليات)، والعديد من ناشري دليل الكلية (مثل US News & World Report و College Board). في بعض الأحيان، يتبادل الباحثون المؤسسيون البيانات مع بعضهم البعض لمقارنة ممارساتهم ونتائجهم مع تلك الخاصة بالمؤسسات المماثلة. البحث المؤسسي هو مصدر الكثير من المعلومات المقدمة إلى هيئات الاعتماد الإقليمية والوطنية لتوثيق كيفية استيفاء المؤسسات لمعايير الاعتماد.
بالإضافة إلى إعداد التقارير، غالبًا ما يشارك الباحثون المؤسسيون في تحليل البيانات، بدءًا من مجرد اختبار ما إذا كانت الاختلافات في البيانات المبلغ عنها ذات دلالة إحصائية إلى تطوير واستخدام النماذج الإحصائية السببية والتنبؤية. غالبًا ما تُستخدم مثل هذه النماذج لدعم التقييم وإدارة التسجيل الإستراتيجية.

## أن تصبح باحثًا مؤسسيًا
نظرًا للحاجة إلى تقديم البيانات إلى الحكومة الفيدرالية والكيانات الأخرى، فإن كل مؤسسة ما بعد الثانوية تقريبًا لديها مكاتب تفي بوظيفة البحث المؤسسي. في بعض الكليات والجامعات، تتركز هذه الوظيفة في مكتب واحد للبحوث المؤسسية، بينما في حالات أخرى تكون أكثر لامركزية. لا توجد درجة أكاديمية واحدة تؤهل الشخص ليكون باحثًا مؤسسيًا، لكن نقاط القوة المقترحة تشمل المعرفة بالإحصاءات، وطرق البحث (على سبيل المثال، أبحاث المسح ومجموعات التركيز)، وإعداد التقارير القائمة على الكمبيوتر وأدوات تصور البيانات (على سبيل المثال، SPSS ،SAS و R و STATA و Microsoft Access و Microsoft Excel و MicroStrategy و SQL). الجوانب الهامة الأخرى هي مهارات الاتصال المكتوبة والشفوية القوية، والاهتمام بالتفاصيل، والمعرفة حول كيفية عمل مؤسسات التعليم العالي. تقدم العديد من الجامعات الأمريكية برامج شهادات الدراسات العليا في البحث المؤسسي، [1] بما في ذلك جامعة بول ستيت، جامعة ولاية فلوريدا، جامعة ولاية هومبولت، [2] جامعة ولاية داكوتا الشمالية، جامعة ولاية بنسلفانيا، جامعة إنديانا، جامعة ميسوري، جامعة إلينوي، جامعة ويسكونسن - ستاوت [3]، وجامعة كاليفورنيا سان دييغو ملحق. [4]

## روابط خارجية
- List of Institutional Research offices in Canada
- List of Institutional Research offices in North America
- Australasian Association for Institutional Research
- University of Illinois Division for Management Information, Institutional Research